# Mickaël Madar
Pour les articles homonymes, voir Madar (homonymie).
Mickaël Madar, né le 8 mai 1968 à Paris XIIe, est un footballeur international français, reconverti comme consultant sportif.

## Biographie

### Débuts et éclosion à Cannes
Mickaël Madar naît en 1968 à Paris, de parents juifs tunisiens. Il grandit dans la cité du Morillon à Montreuil (Seine-Saint-Denis), où il fait ses débuts au Red Star de Montreuil avec William Prunier.
Après un passage éclair au Paris FC, il signe au début de l'année 1984 un accord de non sollicitation avec le FC Sochaux, dont il rejoint le centre de formation à quinze ans. Il fait ses débuts en D1 à 18 ans et atteint la finale de la Coupe de France en 1988. Il entre en jeu au cours du match, et reste tristement célèbre pour avoir raté le dernier pénalty de la série sochalienne, ce qui coûte la victoire à son équipe face au FC Metz. Très vite considéré comme un grand espoir, il est décrit comme « un monstre des surfaces » par le quotidien L'Équipe en 1989. Malheureusement pour lui, il ne s'impose pas à Sochaux et après un court intermède en D2 au Stade lavallois, il rejoint l'AS Cannes à l'été 1992 où il connaît un sort plus heureux. Élément essentiel de l'équipe alors entraînée par Luis Fernandez, il participe grandement à sa montée en Première Division et à la qualification pour la Coupe UEFA en marquant 26 buts en deux saisons.

### L'équipe de France et l'exil à l'étranger
Après une saison contrastée, il explose la deuxième année à Monaco où il inscrit 14 buts. Entre-temps, il est appelé par Aimé Jacquet pour participer au match France-Roumanie comptant pour la phase éliminatoire de l'Euro 1996. Il entre à la place de Christophe Dugarry et donne une passe décisive à Zinédine Zidane. Fort de cette performance, il participe par la suite à la phase finale de l'Euro 1996 en Angleterre mais suit tous les matchs du banc. Il ne rejouera plus jamais avec les Bleus.
Après une saison et demie mitigée en Espagne, en raison d'une fracture du tibia qui l'a éloigné des terrains pendant presque huit mois, il s'envole pour Everton ou pendant les six derniers mois de championnat son jeu lui permet de marquer six buts lors de sa première saison. La saison suivante est compliquée à cause de problèmes avec son entraîneur il doit quitter le club en décembre pour signer au PSG pour une durée d'un an et demi. Il inscrira 17 buts lors de son passage dans son club de cœur et devra le quitter avec regrets, y rejouant six mois plus tard, le temps d'un semestre sous les ordres de Luis Fernandez.

### Retour en France et fin de carrière
Le 28 décembre 1998, il signe au Paris Saint-Germain, le club de sa ville natale. Il participe au maintien du club en inscrivant 5 buts en 11 matchs de Championnat.
Lors de la saison suivante avec l'arrivée du puissant brésilien Christian, il forme la paire d'attaquants du PSG et réalise une belle première partie de saison avec huit buts qui lui vaut le surnom de « Campeur » auprès des fans du PSG.
Il connaît ensuite une longue blessure, et perd sa place au profit de Laurent Leroy. Il devient un joueur marginal du club de la capitale, ne participant qu'à quelques rencontres de coupes. Il quitte le PSG à la suite de l'arrivée de Nicolas Anelka lors de l'été 2000 malgré sa volonté affirmée de continuer au moins encore une saison avec le club. L'arrivée de Luis Fernandez lui permet de signer un contrat de six mois en janvier 2001. Il inscrit un doublé à Poitiers face à Thouars (0-2) lors d'une laborieuse qualification parisienne en 32e de finale de la Coupe de France.
En 2001 il signe à Créteil en Ligue 2 mais, peu motivé par le faible niveau, il raccroche les crampons début 2002 après un carton rouge survenu durant la rencontre AS Beauvais-US Créteil .
En février 2006, il obtient le BEES 2e degré.
En 2016, il devient consultant dans l'émission "J +1" sur la chaine Canal Plus. Il est également chroniqueur sur la chaine infosport+.

### Entraîneur
Le 17 juillet 2015, il devient l'entraineur de l'équipe première de l'AS Cannes, évoluant en Division d'Honneur. Leader à deux journées de la fin du championnat, le club cannois est sanctionné d'un match perdu sur tapis vert pour avoir aligné un joueur suspendu, ce qui permet au RC Grasse d'obtenir la montée en CFA 2. Le 14 juin 2016, Mickaël Madar est démis de ses fonctions.

## Statistiques

### Générales
| Saison                | Club                   | Championnat           | Championnat | Championnat | Coupe nationale | Coupe nationale | Coupe de la Ligue | Coupe de la Ligue | Compétition(s) continentale(s) | Compétition(s) continentale(s) | Compétition(s) continentale(s) | France | France | Total | Total |
| Saison                | Club                   | Division              | M.          | B.          | M.              | B.              | M.                | B.                | Comp.                          | M.                             | B.                             | M.     | B.     | M.    | B.    |
| 1986-1987             | FC Sochaux             | Division 1            | 8           | 0           | -               | -               | -                 | -                 | -                              | -                              | -                              | -      | -      | 8     | 0     |
| 1987-1988             | FC Sochaux             | Division 2            | 16          | 8           | 9               | 0               | -                 | -                 | -                              | -                              | -                              | -      | -      | 25    | 8     |
| 1988-1989             | FC Sochaux             | Division 1            | 6           | 0           | 2               | 1               | -                 | -                 | -                              | -                              | -                              | -      | -      | 8     | 1     |
| 1990-1991             | FC Sochaux             | Division 1            | 19          | 4           | 2               | 1               | -                 | -                 | -                              | -                              | -                              | -      | -      | 21    | 5     |
| 1991-1992             | FC Sochaux             | Division 1            | 21          | 2           | 1               | 0               | -                 | -                 | -                              | -                              | -                              | -      | -      | 22    | 2     |
| Sous-total            | Sous-total             | Sous-total            | 70          | 14          | 14              | 2               | 0                 | 0                 | -                              | 0                              | 0                              | 0      | 0      | 84    | 16    |
| 1989-1990             | Stade lavallois (prêt) | Division 2            | 29          | 9           | 2               | 0               | -                 | -                 | -                              | -                              | -                              | -      | -      | 31    | 9     |
| Sous-total            | Sous-total             | Sous-total            | 29          | 9           | 2               | 0               | 0                 | 0                 | -                              | 0                              | 0                              | 0      | 0      | 31    | 9     |
| 1992-1993             | AS Cannes              | Division 2            | 27          | 17          | 6               | 2               | -                 | -                 | -                              | -                              | -                              | -      | -      | 33    | 19    |
| 1993-1994             | AS Cannes              | Division 1            | 27          | 10          | 1               | 2               | -                 | -                 | -                              | -                              | -                              | -      | -      | 28    | 12    |
| Sous-total            | Sous-total             | Sous-total            | 54          | 27          | 7               | 4               | 0                 | 0                 | -                              | 0                              | 0                              | 0      | 0      | 61    | 31    |
| 1994-1995             | AS Monaco              | Division 1            | 23          | 6           | 1               | 0               | 1                 | 0                 | -                              | -                              | -                              | -      | -      | 25    | 6     |
| 1995-1996             | AS Monaco              | Division 1            | 29          | 8           | 2               | 0               | 1                 | 2                 | C3                             | 1                              | 0                              | 3      | 1      | 36    | 11    |
| Sous-total            | Sous-total             | Sous-total            | 52          | 14          | 3               | 0               | 2                 | 2                 | -                              | 0                              | 0                              | 3      | 1      | 60    | 17    |
| 1996-1997             | Deportivo La Corogne   | Liga                  | 17          | 3           | 2               | 1               | 0                 | 0                 | -                              | -                              | -                              | -      | -      | 19    | 4     |
| 1997-jan 1998         | Deportivo La Corogne   | Liga                  | 7           | 3           | -               | -               | -                 | -                 | -                              | -                              | -                              | -      | -      | 7     | 3     |
| Sous-total            | Sous-total             | Sous-total            | 24          | 6           | 2               | 1               | 0                 | 0                 | -                              | 2                              | 0                              | 0      | 0      | 28    | 7     |
| jan 1998-1998         | Everton FC             | Premier League        | 17          | 6           | -               | -               | -                 | -                 | -                              | -                              | -                              | -      | -      | 17    | 6     |
| 1998-jan 1999         | Everton FC             | Premier League        | 2           | 0           | 1               | 0               | -                 | -                 | -                              | -                              | -                              | -      | -      | 3     | 0     |
| Sous-total            | Sous-total             | Sous-total            | 19          | 6           | 1               | 0               | 0                 | 0                 | -                              | 0                              | 0                              | 0      | 0      | 20    | 6     |
| jan 1999-1999         | Paris SG               | Division 1            | 11          | 3           | 1               | 0               | 2                 | 1                 | -                              | -                              | -                              | -      | -      | 14    | 4     |
| 1999-2000             | Paris SG               | Division 1            | 21          | 8           | 2               | 0               | 3                 | 2                 | -                              | -                              | -                              | -      | -      | 26    | 10    |
| 2000-2001             | Paris SG               | Division 1            | 3           | 1           | 2               | 2               | -                 | -                 | C1                             | 1                              | 0                              | -      | -      | 6     | 3     |
| Sous-total            | Sous-total             | Sous-total            | 35          | 12          | 5               | 2               | 5                 | 3                 | -                              | 1                              | 0                              | 0      | 0      | 46    | 17    |
| 2001-2002             | US Créteil-Lusitanos   | Division 2            | 11          | 2           | -               | -               | 2                 | 2                 | -                              | -                              | -                              | -      | -      | 13    | 4     |
| Sous-total            | Sous-total             | Sous-total            | 11          | 2           | 0               | 0               | 2                 | 2                 | -                              | 0                              | 0                              | 0      | 0      | 13    | 4     |
| Total sur la carrière | Total sur la carrière  | Total sur la carrière | 294         | 90          | 34              | 9               | 9                 | 7                 | -                              | 2                              | 0                              | 3      | 1      | 342   | 107   |

### Buts internationaux
| 0   | Date        | Lieu                                    | Compétition  | Résultat | Adversaire | Détail | Détail     | Détail | Sél. |
| --- | ----------- | --------------------------------------- | ------------ | -------- | ---------- | ------ | ---------- | ------ | ---- |
| 1er | 5 juin 1996 | Stadium Nord, Villeneuve-d'Ascq, France | Match amical | V 2-0    | Arménie    | 71e    | de la tête | 2-0    | 3e   |

### Match internationaux
| Matchs internationaux de Mickaël Madar | Matchs internationaux de Mickaël Madar | Matchs internationaux de Mickaël Madar  | Matchs internationaux de Mickaël Madar | Matchs internationaux de Mickaël Madar | Matchs internationaux de Mickaël Madar | Matchs internationaux de Mickaël Madar                         |
| #                                      | Date                                   | Lieu                                    | Adversaire                             | Résultat                               | Compétition                            | Notes                                                          |
| -------------------------------------- | -------------------------------------- | --------------------------------------- | -------------------------------------- | -------------------------------------- | -------------------------------------- | -------------------------------------------------------------- |
| 1                                      | 11 octobre 1995                        | Stade Steaua, Bucarest, Roumanie        | Roumanie                               | V 3 - 1                                | Éliminatoires de l'Euro 1996           | Entre en jeu à la place de Christophe Dugarry à la 63e minute. |
| 2                                      | 15 novembre 1995                       | Stade Michel-d'Ornano, Caen, France     | Israël                                 | V 2 - 0                                | Éliminatoires de l'Euro 1996           | Titulaire, remplacé par Patrice Loko à la 63e minute.          |
| 3                                      | 5 juin 1996                            | Stadium Nord, Villeneuve-d'Ascq, France | Arménie                                | V 2 - 0                                | Match amical                           | Titulaire et buteur.                                           |

## Palmarès

### En club
- Vice-champion de France en 2000 avec le Paris SG
- Vice-champion de France de Division 2 en 1988 avec le FC Sochaux
- Finaliste de la Coupe de France en 1988 avec le FC Sochaux
- Finaliste de la Coupe de la Ligue en 2000 avec le Paris SG

### En équipe de France
- 3 sélections et 1 but entre 1995 et 1996
- Participation au Championnat d'Europe des Nations en 1996 (1/2 finaliste)